# 마틴 신
라몬 안토니오 헤라르도 에스테베스(스페인어: Ramón Antonio Gerardo Estévez, 1940년 8월 3일 ~ )는 마틴 신(영어: Martin Sheen)이라는 예명으로 잘 알려져있는 미국의 배우이다. 배우 생활 초창기에 부계 혈통인 스페인계임이 분명하게 드러나는 본명이 일에 장애가 되자 배역을 얻는 데에 보다 도움이 될 수 있는 현재의 이름을 활동명으로 채택했다. 60여년에 걸친 경력 동안 신은 3개의 에미상, 1개의 골든 글로브상, 4개의 미국 배우 조합상을 포함하여 수많은 상을 받았다.
신은 테런스 맬릭의 범죄 드라마 영화 《황무지》(1973)와 프랜시스 포드 코폴라의 베트남 전쟁 드라마 영화 《지옥의 묵시록》(1979)에서 주목을 받는 배역들을 맡으면서 두각을 나타냈다. 그 외에 《서브젝트 워스 로지스》(1968), 《캐치 22》 (1970), 《간디》(1982), 《월 스트리트》(1987), 《게티즈버그》(1993), 《대통령의 연인》(1995), 《캐치 미 이프 유 캔》(2002), 《디파티드》(2006), 《바비》(2006), 《셀마》(2014), 《유다 앤 블랙 메시아》(2021) 등과 같은 유명작들에 출연하였다. 《어메이징 스파이더맨》(2012)에서 벤 삼촌 역을 연기했다.
텔레비전 분야의 경우 CBS 시트콤 《머피 브라운》(1994)에 단발성으로 출연하여 2006년 제46회 프라임타임 에미상 코미디 시리즈 부문 게스트 배우상을 수상했다. NBC 드라마 《웨스트 윙》(1999-2006)의 조사이아 "제드" 바틀렛 대통령 역으로 프라임타임 에미상 드라마 부문 남우주연상 후보에 여섯 차례 오르기도 했다. 넷플릭스 드라마 《그레이스 앤 프랭키》(2015-22)에선 로버트 핸슨 역을 맡았다.
네 명의 자녀들이 모두 배우로 활동 중이다. 신이 직접 연출한 영화 《병창 투쟁》(1990)에 아들 찰리 신, 러몬 에스테베즈가 출연하기도 했다.
신은 다양한 다큐멘터리 영화를 제작, 감독, 해설해왔으며 자유주의 정치 분야에서 활발히 활동하고 있다.

## 출연 작품

### 영화
| 연도 | 제목                               | 원제                                      | 배역                            | 비고                       |
| ---- | ---------------------------------- | ----------------------------------------- | ------------------------------- | -------------------------- |
| 1968 | 서브젝트 워스 로지스               | The Subject Was Roses                     | 티미 클리리                     |                            |
| 1970 | 캐치 22                            | Catch-22                                  | 돕스 상사                       |                            |
| 1973 | 황무지                             | Badlands                                  | 킷                              |                            |
| 1974 | 프리티 보이 플로이드               | The Story of Pretty Boy Floyd             | 찰스 아서 플로이드              | TV 영화                    |
| 1974 |                                    | The Missiles of October                   | 로버트 F. 케네디                | TV 영화                    |
| 1974 |                                    | The Execution of Private Slovik           | 에디 슬로빅                     | TV 영화                    |
| 1976 | 카산드라 크로싱                    | The Cassandra Crossing                    | 로비 나바로                     |                            |
| 1976 | 리틀 걸                            | The Little Girl Who Lives Down the Lane   | 프랭크 핼릿                     |                            |
| 1979 | 지옥의 묵시록                      | Apocalypse Now                            | 미군 육군 벤저민 L. 윌러드 대위 |                            |
| 1980 | 최후의 카운트다운                  | The Final Countdown                       | 워런 래스키                     |                            |
| 1982 | 간디                               | Gandhi                                    | 빈스 워커                       |                            |
| 1983 | 7일간의 사랑                       | Man, Woman and Child                      | 로버트 벡위스                   |                            |
| 1983 | 데드존                             | The Dead Zone                             | 그레그 스틸슨                   |                            |
| 1984 | 초능력 소녀의 분노                 | Firestarter                               | CIA OSI 제임스 홀리스터 부장    |                            |
| 1987 | 빌리버스                           | The Believers                             | 캘 제이미슨                     |                            |
| 1987 | 씨에스타                           | Siesta                                    | 델                              |                            |
| 1987 | 월 스트리트                        | Wall Street                               | 칼 폭스                         |                            |
| 1987 | 디어 아메리카                      | Dear America: Letters Home from Vietnam   | 앨런                            | 목소리 출연                |
| 1988 | 아버지와 아들                      | Da                                        | 찰리 타이넌                     |                            |
| 1990 | 병창 투쟁                          | Cadence                                   | 오티스 V. 매키니 상사           | 연출 겸임                  |
| 1991 | 파리에서 생긴 일                   | The Maid                                  | 앤서니 웨인                     |                            |
| 1991 | JFK                                | JFK                                       | 해설                            |                            |
| 1993 | 킬링 박스                          | Ghost Brigade                             | 허워스 장군                     | 혹은 Grey Knight           |
| 1993 | 어두워질 때까지                    | Hear No Evil                              | 브록 경위                       |                            |
| 1993 | 못말리는 람보                      | Hot Shots! Part Deux                      | 미군 육군 벤저민 L. 윌러드 대위 | 카메오                     |
| 1993 | 게티즈버그                         | Gettysburg                                | 로버트 E. 리 장군               |                            |
| 1994 | 천사의 침묵                        | When the Bough Breaks                     | 스왜거트 경감                   |                            |
| 1994 | 로스웰의 비밀                      | Roswell                                   | 타운젠드                        | TV 영화                    |
| 1995 | 대통령의 연인                      | The American President                    | A.J. 매클너니                   |                            |
| 1995 | 시몽 시네마의 101의 밤             | One Hundred and One Nights                | 본인                            | 카메오                     |
| 1995 | 데드 프레지던트                    | Dead Presidents                           | 판사                            | 크레디트 미기재            |
| 1997 | 위험한 진실                        | Truth or Consequences, N.M.               | 서                              |                            |
| 1997 | 스폰                               | Spawn                                     | CIA 국장 제이슨 윈              |                            |
| 1998 | 프리 머니                          | Free Money                                | 신임 교도소장                   |                            |
| 1999 | 로스트 & 파운드                    | Lost & Found                              | 마일스톤                        |                            |
| 2002 | 캐치 미 이프 유 캔                 | Catch Me If You Can                       | 변호사 로저 스트롱              |                            |
| 2006 | 디파티드                           | The Departed                              | 올리버 "찰리" 퀴넌 경감         |                            |
| 2006 | 바비                               | Bobby                                     | 잭                              |                            |
| 2006 | 전기자동차를 누가 죽였나?          | Who Killed the Electric Car?              | 해설                            | 다큐멘터리                 |
| 2007 | 톡 투 미                           | Talk to Me                                | E.G. 손덜링                     |                            |
| 2007 | 보더타운                           | Bordertown                                | 조지 모건, 로런의 상사          |                            |
| 2009 | 기프트                             | Echelon Conspiracy                        | 레이먼드 버크                   |                            |
| 2009 | 러브 해펀스                        | Love Happens                              | 버크의 장인                     |                            |
| 2009 | 이매진 댓                          | Imagine That                              | 단테이 디엔조                   |                            |
| 2010 | 더 웨이                            | The Way                                   | 토머스 에이버리                 |                            |
| 2011 | 더블                               | The Double                                | 톰 하일런드                     |                            |
| 2012 | 세상의 끝까지 21일                 | Seeking a Friend for the End of the World | 프랭크                          |                            |
| 2012 | 어메이징 스파이더맨                | The Amazing Spider-Man                    | 벤 파커                         |                            |
| 2014 | 셀마                               | Selma                                     | 프랭크 미니스 존슨 판사         |                            |
| 2014 | 트래쉬                             | Trash                                     | 줄리아드 신부                   |                            |
| 2016 | 팝스타: 네버 스탑 네버 스토핑      | Popstar: Never Stop Never Stopping        | 본인                            | 카메오                     |
| 2016 | 그 규칙은 당신에게 적용되지 않아요 | Rules Don't Apply                         | 노아 디트릭                     |                            |
| 2018 | 그날이 오면                        | Come Sunday                               | 오럴 로버츠 목사                |                            |
| 2021 | 유다 그리고 블랙 메시아            | Judas and the Black Messiah               | J. 에드거 후버                  |                            |
| 2023 | 스파이더맨: 어크로스 더 유니버스   | Spider-Man: Across the Spider-Verse       | 벤 파커                         | 어메이징 스파이더맨 촬영분 |

### 텔레비전
| 연도      | 제목                   | 원제                          | 배역                          | 비고                                           |
| --------- | ---------------------- | ----------------------------- | ----------------------------- | ---------------------------------------------- |
| 1969      | 제5전선                | Mission: Impossible           | 앨버트                        | "Live Bait" 편                                 |
| 1970      | 하와이 파이브-O        | Hawaii Five-O                 | 에디 캘러오 / 아서 딕슨       | "Cry, Lie" / "Time and Memories" 편            |
| 1972      | 형사 콜롬보            | Columbo                       | 칼 레싱                       | "Lovely but Lethal" 편                         |
| 1972      | 매닉스                 | Mannix                        | 앨릭스 러클런                 | "To Kill A Memory" 편                          |
| 1973      | 샌프란시스코 수사반    | The Streets of San Francisco  | 딘 녹스                       | "Betrayed" 편                                  |
| 1979      | 블라인드 앰비션        | Blind Ambition                | 존 딘                         | 4회분                                          |
| 1979      | 새터데이 나이트 라이브 | Saturday Night Live           | 진행                          | "Martin Sheen/David Bowie" 편                  |
| 1983      | 케네디                 | Kennedy                       | 존 F. 케네디                  | 3회분                                          |
| 1993      | 머피 브라운            | Murphy Brown                  | 닉 브로디                     | "Angst for the Memories" 편                    |
| 1993      | 납골당의 미스터리      | Tales from the Crypt          | 조빈                          | "Well Cooked Hams" 편                          |
| 1997      | 심슨 가족              | The Simpsons                  | 시모어 스키너 병장            | 애니메이션, "The Principal and the Pauper" 편  |
| 1999-2006 | 웨스트 윙              | The West Wing                 | 조사이아 "제드" 바틀렛 대통령 | 140회분                                        |
| 2002      | 이야기 도시            | Spin City                     | 레이 해리스 / 레이 크로퍼드   | "Rags to Riches" 편                            |
| 2005      | 두 남자와 1/2          | Two and a Half Men            | 하비                          | "Sleep Tight, Puddin' Pop" 편                  |
| 2007      | 스튜디오 60            | Studio 60 on the Sunset Strip | 라디오 프로 진행자            | 목소리 출연, "K&R: Part 3" 편, 크레디트 미기재 |
| 2012-14   | 성질 죽이기            | Anger Management              | 마틴 굿선                     | 20회분                                         |
| 2015-22   | 그레이스 앤 프랭키     | Grace and Frankie             | 로버트 핸슨                   | 78회분                                         |